# Giulio Castelli (imprenditore)
Giulio Castelli (Milano, 1920 – Milano, 6 ottobre 2006) è stato un imprenditore italiano.

## Biografia
Giulio Castelli si laureò in Ingegneria chimica a Milano nel 1943, allievo di Giulio Natta. Nel 1949 fondò la Kartell, azienda di oggetti e arredi in plastica. Per la sua azienda lavorarono molti designer italiani e stranieri.
Nel 1956 contribuì alla fondazione dell'Associazione per il Disegno Industriale, che promuove il premio Compasso d'oro.
Nel 2000 inaugurò a Noviglio, nell'hinterland milanese, il Museo Kartell.
Era sposato con l'architetta e designer Anna Castelli Ferrieri. Riposano entrambi al cimitero monumentale di Milano.